# Solfara Cucca
La solfara Cucca o miniera Cucca  è stata una miniera di zolfo sita in provincia di Agrigento nei pressi del comune di Favara.
Aperta tra il 1860 e il 1870 è oggi inattiva.